# 水野忠興
水野 忠興（みずの ただおき、元文元年（1736年） - 宝暦13年6月28日（1763年8月7日））は、紀伊新宮藩（紀州藩附家老）第6代藩主。
第5代藩主・水野忠昭の長男。正室は高槻藩主・永井直期の娘。養子に忠実（水野守鑑の次男）。官位は従五位下・筑後守。幼名は大吉。
寛延2年（1749年）10月25日に父が死去したため、同年11月19日に跡を継いだ。同年12月28日、第9代将軍・徳川家重に初御目見する。宝暦2年（1752年）12月16日、従五位下・筑後守に叙任。宝暦13年（1763年）6月28日に死去し、跡を養嗣子の忠実が継いだ。享年27。法号は本立院殿義道日成大居士。墓所は神奈川県鎌倉市の高松寺。